# Gefecht bei Saladen
1. Phase: Schwedische Dominanz (1700–1709)
Dänischer Kriegsschauplatz (1700)
Humlebæk • Tönning I 
Livländ./ Estnischer Kriegsschauplatz (1700–1708)
Riga I • Jungfernhof • Varja • Pühhajoggi • Narva • Petschora • Düna • Rauge • Erastfer • Hummelshof • Embach • Tartu • Narva II • Wesenberg I • Wesenberg II
Ingermanländ./ Finnischer Kriegsschauplatz (ab 1701)
Archangelsk • Ladogasee • Nöteborg • Nyenschanz • Newa • Systerbäck • Petersburg • Wyborg I • Porvoo • Newa II • Koporje II • Kolkanpää
Litauisch-weißrussischer Kriegsschauplatz (1702–1706)
Vilnius • Saladen • Jakobstadt • Gemauerthof • Mitau • Grodno I • Olkieniki • Njaswisch • Klezk • Ljachawitschy
Polnischer Kriegsschauplatz (1702–1706)
Klissow • Pułtusk • Thorn • Lemberg • Warschau • Posen • Punitz • Tillendorf • Rakowitz • Praga • Fraustadt • Kalisch 
Russischer Kriegsschauplatz (1708–1709)
Grodno II • Golowtschin • Moljatitschi • Rajowka • Lesnaja • Desna • Baturyn • Koniecpol • Weprik • Opischnja • Krasnokutsk • Sokolki • Poltawa I • Poltawa II
2. Phase: Schweden in der Defensive (1710–1721)
Baltischer und Finnischer Kriegsschauplatz (bis 1714)
Riga II • Wyborg II • Pernau • Kexholm • Reval • Hogland • Pälkäne • Storkyro • Nyslott • Hanko 
Schwed./Norwegischer Kriegsschauplatz (1710–1721)
Helsingborg • Køge-Bucht • Bottnischer Meerbusen • Frederikshald I • Dynekilen-Fjord • Göteborg I • Strömstad • Trondheim • Frederikshald II • Marstrand • Ösel • Göteborg II • Södra Stäket • Grönham • Sundsvall
Norddeutscher Kriegsschauplatz (1711–1716)
Elbing • Wismar I • Lübow • Stralsund I • Greifswalder Bodden I • Stade • Rügen • Gadebusch • Altona • Tönning II • Stettin • Fehmarn • Wismar II • Stralsund II • Jasmund • Peenemünde • Greifswalder Bodden II • Stresow 
Die Schlacht von Saladen am 18. März 1703 war eine militärische Auseinandersetzung im Großen Nordischen Krieg bei Saladen (heute Rajongemeinde Pasvalys, Litauen). Es standen sich eine Abteilung der Schweden, unter der Führung von Adam Ludwig Lewenhaupt und eine verbündete russisch-litauische Armee, unter der Führung von General Oginski gegenüber. Die Schweden errangen einen überragenden Sieg.

## Im Vorfeld der Schlacht
| \| Gefecht bei Saladen \| |
| Lage des Schlachtfeldes   |
| Gefecht bei Saladen       |

Zu Ende des 17. Jahrhunderts rückten die Sapieha in kurzer Zeit zum mächtigsten Geschlecht im Großfürstentum Litauen auf, das den Bruch der Union Litauens mit Polen anstrebte und den Thron für sich beanspruchte. Der Wahlsieg Augusts von Sachsen zum König Polens in 1697 schränkte die Vorrechte der Sapieha ein. Es entbrannte ein Bürgerkrieg in Litauen und Weißrussland in der die von Oginski und Wiśniowiecki angeführte Szlachta bis 1700 den Sieg davontrug.
Neben den Kriegsereignissen in Polen kam es auch in Kurland und Litauen zu Kampfhandlungen um die Vorherrschaft im Baltikum. Die Sieger des vorangegangenen litauisch-weißrussischen Bürgerkrieges, die Oginski, hatten die Sapieha per Dekret von sämtlichen staatlichen Ämtern enthoben. Die geschlagenen ehemaligen Machthaber verbündeten sich nun mit den siegreichen Schweden, während die Oginski bzw. Graf Grzegorz Antoni Ogiński Peter I. zu Hilfe rief. Peter I. unterzeichnete 1702 ein Abkommen mit den Oginskis über militärische Hilfe. Es entbrannte erneut ein heftiger Bürgerkrieg.
General Oginski, der die Übermacht der schwedischen Armee mehrfach in Gefechten erlebte, versuchte im Frühjahr 1703 sich des Ortes Birsen zu bemächtigen. Die strategisch gut gelegene Stadt sollte der Zufluchts- und Sammelpunkt seiner Streitkräfte im litauisch-weißrussischen Bürgerkrieg gegen das von den Schweden unterstützte Sapiehageschlecht werden.
General Stuart, Oberbefehlshaber der schwedischen Truppen in Kurland, erfuhr von diesem Vorhaben und schickte Lewenhaupt, welcher mit seiner Truppe tief in Samogitien lag, den Befehl zum sofortigen Abmarsch Richtung Birsen. Durch das unwegsame Gelände kam er aber nur langsam vorwärts. Durch die Verzögerungen des schwedischen Vormarsches konnten Oginskis Truppen Birsen besetzen. Zusätzlich verstärkten 2.500 freigewordene russische Veteranen des kürzlich beendeten Krieges gegen das Osmanische Reich Oginskis Armee.
Lewenhaupts Abteilung wies nur eine Mannstärke von etwas über 900 Mann auf und wurde auf dem Vormarsch durch das Regiment des Oberst Johann Adolph Clodt von Jürgensburg verstärkt. Zusammen hatten sie jetzt 1.300 Mann zur Verfügung und waren damit noch immer den Truppen Oginskis deutlich unterlegen. Als Lewenhaupt sein Ziel erreichte, erkannte er, dass ein Gefecht aussichtslos war und zog die schwedischen Truppen Richtung Kurland ab. Oginski dagegen war aufgrund der günstigen Kräfteverhältnisse siegessicher und ließ die abziehenden Schweden verfolgen.

## Die Schlacht
In der Nähe des Dorfes Saladen trafen die beiden Armeen beim heutigen Weiler Šakarniai aufeinander. Die russischen Truppen marschierten, verborgen im Wald, auf. Lewenhaupt hatte damit gerechnet und erwartete die Russen bereits.
Die Russen hatten ihre Front durch eine Wagenburg gedeckt. Außerdem hatten sie 188 mit Eisen beschlagene spanische Reiter positioniert. Die Barrieren waren durch Ketten miteinander verbunden.
Lewenhaupt ließ seine Infanterie aufmarschieren. Die Artillerie wurde in der Mitte positioniert und die Kavallerie vor die Infanterie und als Flankenschutz gestellt. Die Grenadiere wurden auf beide Flanken verteilt. Die ersten Reihen der schwedischen Infanterie wurden mit Piken ausgestattet um die russische Kavallerie am Eindringen in die Infanteriereihen zu hindern. Den rechten Flügel kommandierte Lewenhaupt, den linken Oberst Clodt.
Die Schweden rückten dem Feind immer näher. Auf 400 Schritte begann das Artilleriefeuer der Russen, welches nur wenige Verluste zur Folge hatte. Auch die Artillerieschüsse der Schweden waren nur von geringem Wert. Auf 100 Schritte angelangt konzentrierte sich das Infanteriefeuer. Die auf dem rechten polnisch-litauischen Flügel angreifenden konföderierten Infanteristen wurden schnell von Oberst Clodt abgewehrt und wandten sich dem eigenen linken Flügel zu. Dadurch fielen sie dem Grafen Lewenhaupt in die Flanke und den Rücken, als dieser gerade den rechten russischen Flügel angreifen wollte.
Das beherzte Eingreifen der Grenadiere und Reiter von Oberst Clodt, welche er zum wilden Angriff anführte, verhinderte die Einschließung des rechten schwedischen Flügels. Des Weiteren kamen zwei Kanonen, welche mit Schrot schossen und auf Wagen montiert waren, zum Einsatz. Diese schossen große Lücken in die litauischen und polnischen Reihen.
Das Feuer der Infanterielinien auf dem linken russischen Flügel war verheerend. Die Schweden und Russen schossen ohne Unterbrechung, dass ein starker Nebel das Schlachtfeld überzog. Erst nachdem es Major Hans Heinrich Wrangel gelang, den ersten spanischen Reiter zu beseitigen und die schwedischen Infanteristen in die Reihen der Russen eindringen konnten, wurde die Schlacht entschieden. Der Major fiel in diesem Gefecht.
Das Eindringen der Schweden zwang die Russen zur Flucht, obwohl die Reiterei noch fast komplett intakt war.
Lewenhaupt ließ die abziehenden Russen und Polen nicht verfolgen. Er hatte Bedenken wegen der geringen Kopfstärke seiner Truppen und wollte auf keinen Fall in eine Falle gelockt werden.

## Verluste und Kriegsbeute der Schweden
Auf der schwedischen Seite wurden 40 Mann getötet, darunter ein Offizier, 125 weitere Mann waren verwundet, und zwei Soldaten wurden vermisst.
Erbeutet wurden 11 Kanonen und 500 Wagen der russischen Bagage. Diese waren mit Munition und Nachschubgütern voll. Während der Schlacht erbeuteten die Schweden 11 oder 12 Fahnen. In den Wagen der Russen wurden weitere 34–35 große Banner und 2 Standarten erbeutet.

## Folgen
Dieses Gefecht erregte die Aufmerksamkeit von Karl XII. und brachte Lewenhaupt den Rang eines Generalmajors ein. Als General Stuart sich aus Altersgründen vom Krieg zurückzog, wurde Lewenhaupt das Oberkommando in Kurland übertragen.
Nach der Flucht der Russen vom Schlachtfeld sollen etwa 1000 Mann von schwedischen Reitern und litauischen Bauern getötet worden sein. Die Verluste der Sachsen und Polen waren unbedeutend.